# 住谷啓三郎
住谷 啓三郎（すみや けいざぶろう、1897年（明治30年）7月12日 - 1975年（昭和50年）1月27日）は、日本の政治家。高崎市長（1955年 - 1971年）。

## 来歴
高崎市田町の荒物問屋の長男に生まれる。旧制高崎中学（現、群馬県立高崎高等学校）を経て、早稲田大学卒業。少壮実業家として高崎セロファン工場を起業する傍ら、高崎中学の同窓であった井上房一郎や蠟山政道と高崎新人会を創設。1932年に高崎市議会議員に当選し、翌1933年に市議会議長に選ばれる。
1947年に行われた戦後最初の市長選に出馬するが、小島弘一に敗れる。その後1955年の市長選に出馬して当選、以後1971年に落選するまで4期16年務める。
市長在任中には高崎短期大学を4年制の高崎経済大学に昇格させるのに尽力し、井上から群馬交響楽団の運営を引き受けると共に音楽センターを建設、工業団地や問屋団地の開発・整備に功績を残した。

## 家族
- 祖父・住谷喜三郎‐荒物商「福田屋」経営、高崎水力電気取締役[3][4]。
- 父・住谷喜平‐群馬県多額納税者、荒物商、高崎水力電気監査役[5]
- 妻・はま - 地元絹問屋「小沢商店」小沢吉平の妹[5]